# Lista de navios presentes durante o Ataque a Pearl Harbor

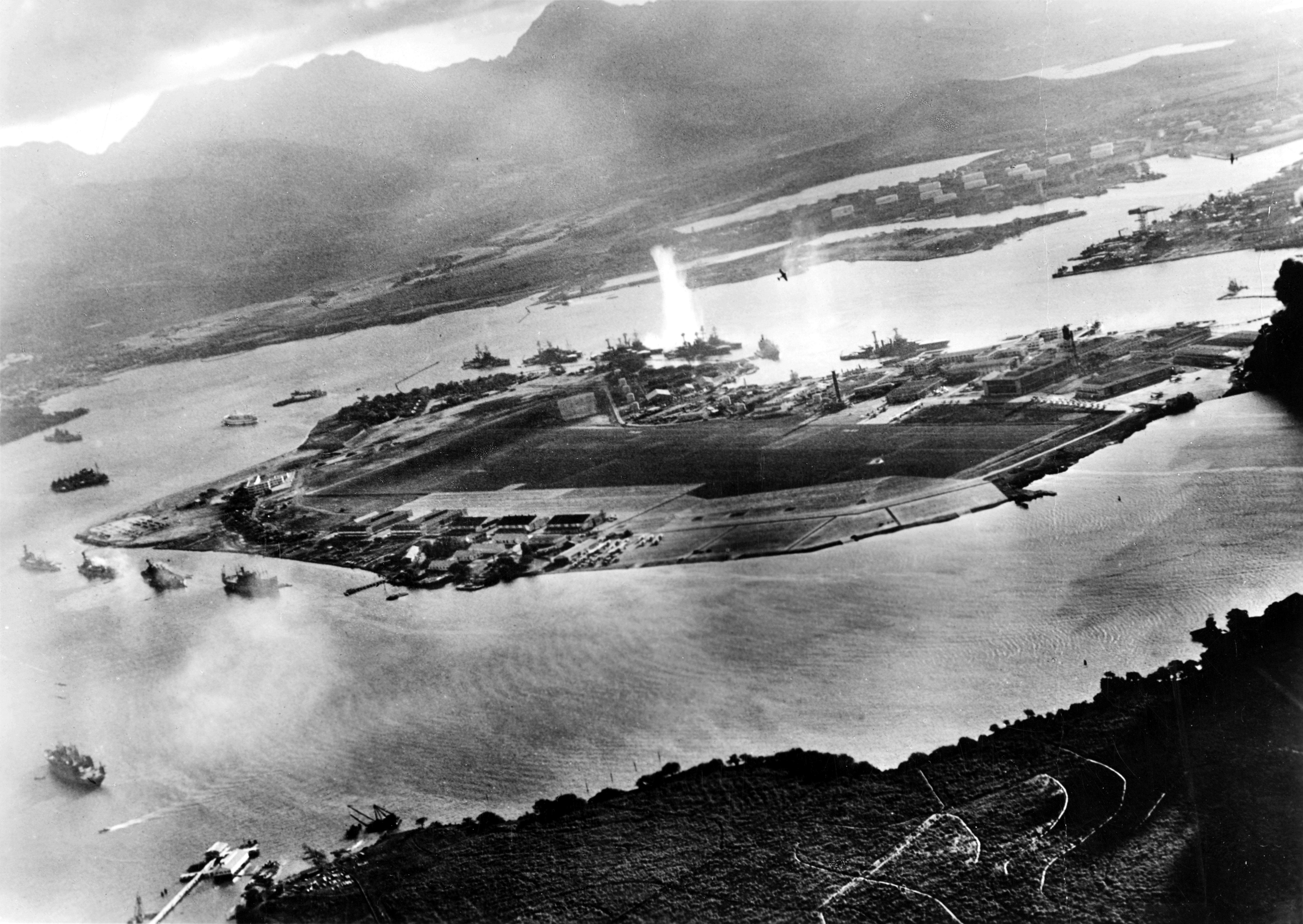
Fotografia tirada a partir de um avião Japonês, sendo possível ver os navios ancorados no porto a serem atacados (NARA)

Durante o ataque a Pearl Harbor encontravam-se presentes no porto os navios abaixo listados.
Navios marcados com um asterisco (*) estavam a doze milhas da ilha de Oahu mas não estavam de facto no porto como indicado acima. Navios marcados com um cardinal (#) foram afundados ou destruídos durante o ataque. Todos estes foram mais tarde reparados e reconstruídos à excepção do Arizona, Oklahoma, e Utah. O Oklahoma foi recuperado mas não foi reconstruído.
| Categoria                | # | * | Navio         | Navio    |                                                |
| Couraçado (BB)           |   |   | Pennsylvania  | (BB-38)  | Em doca seca, danificado                       |
| Couraçado (BB)           | # |   | Arizona       | (BB-39)  |                                                |
| Couraçado (BB)           |   |   | Nevada        | (BB-36)  |                                                |
| Couraçado (BB)           | # |   | Oklahoma      | (BB-37)  |                                                |
| Couraçado (BB)           |   |   | Tennessee     | (BB-43)  | Danificado                                     |
| Couraçado (BB)           | # |   | California    | (BB-44)  |                                                |
| Couraçado (BB)           |   |   | Maryland      | (BB-46)  |                                                |
| Couraçado (BB)           | # |   | West Virginia | (BB-48)  |                                                |
| Cruzadores pesados (CA)  |   |   | New Orleans   | (CA-32)  |                                                |
| Cruzadores pesados (CA)  |   |   | San Francisco | (CA-38)  |                                                |
| Cruzadores ligeiros (CL) |   |   | Raleigh       | (CL-7)   |                                                |
| Cruzadores ligeiros (CL) |   |   | Detroit       | (CL-8)   |                                                |
| Cruzadores ligeiros (CL) |   |   | Phoenix       | (CL-46)  |                                                |
| Cruzadores ligeiros (CL) |   |   | Honolulu      | (CL-48)  |                                                |
| Cruzadores ligeiros (CL) |   |   | St. Louis     | (CL-49)  |                                                |
| Cruzadores ligeiros (CL) |   |   | Helena        | (CL-50)  |                                                |
| Contratorpedeiros (DD)   |   |   | Allen         | (DD-66)  |                                                |
| Contratorpedeiros (DD)   |   |   | Schley        | (DD-103) |                                                |
| Contratorpedeiros (DD)   |   |   | Chew          | (DD-106) |                                                |
| Contratorpedeiros (DD)   |   | * | Ward          | (DD-139) | Em patrulha no canal à entrada de Pearl Harbor |
| Contratorpedeiros (DD)   |   |   | Dewey         | (DD-349) |                                                |
| Contratorpedeiros (DD)   |   |   | Farragut      | (DD-348) |                                                |
| Contratorpedeiros (DD)   |   |   | Hull          | (DD-350) |                                                |
| Contratorpedeiros (DD)   |   |   | MacDonough    | (DD-351) |                                                |
| Contratorpedeiros (DD)   |   |   | Worden        | (DD-352) |                                                |
| Contratorpedeiros (DD)   |   |   | Dale          | (DD-353) |                                                |
| Contratorpedeiros (DD)   |   |   | Monaghan      | (DD-354) |                                                |
| Contratorpedeiros (DD)   |   |   | Aylwin        | (DD-355) |                                                |
| Contratorpedeiros (DD)   |   |   | Selfridge     | (DD-357) |                                                |
| Contratorpedeiros (DD)   |   |   | Phelps        | (DD-360) |                                                |
| Contratorpedeiros (DD)   |   |   | Cummings      | (DD-365) |                                                |
| Contratorpedeiros (DD)   |   |   | Reid          | (DD-369) |                                                |
| Contratorpedeiros (DD)   |   |   | Case          | (DD-370) |                                                |
| Contratorpedeiros (DD)   |   |   | Conyngham     | (DD-371) |                                                |
| Contratorpedeiros (DD)   |   |   | Cassin        | (DD-372) | Em doca seca                                   |
| Contratorpedeiros (DD)   |   |   | Shaw          | (DD-373) | Em doca seca                                   |
| Contratorpedeiros (DD)   |   |   | Tucker        | (DD-374) |                                                |
| Contratorpedeiros (DD)   |   |   | Downes        | (DD-375) | Em doca seca                                   |
| Contratorpedeiros (DD)   |   |   | Bagley        | (DD-386) |                                                |
| Contratorpedeiros (DD)   |   |   | Blue          | (DD-387) |                                                |
| Contratorpedeiros (DD)   |   |   | Helm          | (DD-388) |                                                |
| Contratorpedeiros (DD)   |   |   | Mugford       | (DD-389) |                                                |
| Contratorpedeiros (DD)   |   |   | Ralph Talbot  | (DD-390) |                                                |
| Contratorpedeiros (DD)   |   |   | Henley        | (DD-391) |                                                |
| Contratorpedeiros (DD)   |   |   | Patterson     | (DD-392) |                                                |
| Contratorpedeiros (DD)   |   |   | Jarvis        | (DD-393) |                                                |
| Submarinos (SS)          |   |   | Narwhal       | (SS-167) |                                                |
| Submarinos (SS)          |   |   | Dolphin       | (SS-169) |                                                |
| Submarinos (SS)          |   |   | Cachalot      | (SS-170) |                                                |
| Submarinos (SS)          |   |   | Tautog        | (SS-199) |                                                |
| Minelayer (CM)           | # |   | Oglala        | (CM-4)   |                                                |
| Draga-minas (AM)         |   |   | Turkey        | (AM-13)  |                                                |
| Draga-minas (AM)         |   |   | Bobolink      | (AM-20)  |                                                |
| Draga-minas (AM)         |   |   | Rail          | (AM-26)  |                                                |
| Draga-minas (AM)         |   |   | Tern          | (AM-31)  |                                                |
| Draga-minas (AM)         |   |   | Grebe         | (AM-43)  |                                                |
| Draga-minas (AM)         |   |   | Vireo         | (AM-52)  |                                                |